# Heinrich Gutermuth
Heinrich Gutermuth (* 18. Juni 1898 in Ilbeshausen; † 28. Juni 1977 in Bochum) war ein deutscher Gewerkschafter. Von 1956 bis 1964 war er Vorsitzender der Gewerkschaft IG Bergbau und Energie.

## Leben
Gutermuth war Sohn eines Landwirts. Er besuchte die Volksschule in Ilbeshausen. Danach absolvierte er von 1912 bis 1915 eine Lehre als Maschinenschlosser. Zwischen 1916 und 1918 nahm er als Soldat am Ersten Weltkrieg teil. Danach arbeitete er von 1919 bis 1926 als Grubenschlosser. Er legte 1924 die Meisterprüfung ab. 
Er wurde 1920 Mitglied des christlichen Bergarbeiterverbandes. Zwischen 1926 und 1933 arbeitete er als hauptamtlicher Funktionär für diese Organisation. Dabei war er von 1931 bis 1933 Bezirksleiter in Recklinghausen.
Nach dem Beginn der nationalsozialistischen Herrschaft und dem Ende der Gewerkschaften arbeitete er als Vertreter einer Bielefelder Wäschefabrik. Zwischen 1939 und 1945 nahm er als Soldat am Zweiten Weltkrieg teil. Danach war er bis 1946 in sowjetischer Kriegsgefangenschaft.
Unmittelbar nach seiner Entlassung engagierte er sich wieder für die Bergarbeiterbewegung. Er war zunächst Geschäftsstellenleiter in Recklinghausen. Danach war er von 1946 bis 1953 Gewerkschaftssekretär und Mitglied im Hauptvorstand der Gewerkschaft IG Bergbau und Energie. Als solcher war er zuständig für die Abteilung „Betriebsräte und Grubensicherheit“. Er war in dieser Zeit am Aufbau der Gewerkschaft IG Bergbau und Energie maßgeblich beteiligt.
Im Jahr 1953 wurde er mit großer Mehrheit zum Nachfolger von August Schmidt zum Vorsitzenden der Gewerkschaft gewählt. Er verzichtete auf die Annahme des Amtes zu Gunsten von Heinrich Imig. Der Grund war der Versuch von Gutermuth, damit verschiedene Gruppen innerhalb der Gewerkschaft zu versöhnen. Er wurde stattdessen zweiter Vorsitzender der Gewerkschaft.  
Nach dem Tod Imigs wurde  Gutermuth 1956 erneut mit großer Mehrheit zum Vorsitzenden gewählt. Zu Beginn seiner Tätigkeit forderte er die Überführung des Steinkohlenbergbaus in eine gemeinwirtschaftliche Ordnung. Auch in den folgenden Jahren setzte er sich für eine Sozialisierung des Bergbaus ein. Im Jahr 1959 mobilisierte er die Mitglieder seiner Gewerkschaft gegen Versammlungen der rechten Deutschen Reichspartei. Dies war das erste Mal, dass sich eine Gewerkschaft der Bundesrepublik offen gegen eine politische Partei wandte. Im Zusammenhang mit der sich verschärfenden Krise im Kohlebergbau hat sich Gutermuth 1962 für die Koordination der Energiepolitik auf europäischer Ebene ausgesprochen. Im Jahr 1963 wurde er bis 1967 zum Präsidenten des Internationalen Bergarbeiterverbandes gewählt. Er war auch Mitglied des DGB-Bundesvorstandes sowie stellvertretender Aufsichtsratsvorsitzender der Gelsenkirchener Bergwerks AG, der Rheinstahl AG sowie der Neuen Heimat. Politisch gehörte er nach 1945 zunächst der CDU an, wechselte aber später zur SPD, für die er bei der Bundestagswahl 1949 vergeblich im Bundestagswahlkreis Recklinghausen-Stadt kandidierte und die ihn 1959 und 1964 in die Bundesversammlung entsandte. In der IG Bergbau und Energie trat er aus Altersgründen 1964 in den Ruhestand.  
Zu seinem fünfundsechzigsten Geburtstages wurde Gutermuth das Große Verdienstkreuz mit Stern und Schulterband der Bundesrepublik Deutschland verliehen. Er starb 1977 an den Folgen einer Operation.